# La Gioconda
La Gioconda è un'opera di Amilcare Ponchielli su libretto di Arrigo Boito (firmatosi con lo pseudonimo e anagramma di Tobia Gorrio).

## Genesi
Dopo il debutto dei Lituani, il 7 marzo 1874 alla Scala, Ponchielli si mise in cerca di un nuovo libretto e prese contatto con Arrigo Boito. Il soggetto proposto, il dramma di Victor Hugo Angelo, tyran de Padoue, lasciò in un primo tempo perplesso il compositore, che temeva il raffronto con Il giuramento di Saverio Mercadante, una fortunata riduzione operistica del medesimo soggetto che aveva debuttato alla Scala l'11 maggio 1837. Per qualche tempo egli coltivò pertanto il progetto parallelo di mettere in musica il Piquillo Alliaga di Scribe, la cui riduzione librettistica fu affidata ad Antonio Ghislanzoni.
Boito decise di adattare il soggetto con estrema libertà, introducendo la figura di Barnaba e dando nuova fisionomia a tutti gli altri personaggi. Nel novembre 1874 i primi due atti del libretto erano pronti e Ponchielli si apprestò ad iniziare il lavoro di composizione, pur tra mille dubbi, che lo accompagneranno fino al debutto dell'opera. Nonostante l'ammirazione incondizionata per Boito, Ponchielli riteneva infatti che l'elemento drammatico soverchiasse quello lirico e temeva, di conseguenza, una reazione negativa del pubblico. Egli capiva inoltre che l'audacia drammaturgica e formale di Boito l'avrebbe costretto a modificare il suo stile. Da una lettera del 3 giugno 1875 all'amico musicista Achille Formis:
Le continue richieste di modifiche al libretto erano evase malvolentieri da Boito, già impegnato a portare in scena la nuova versione del suo Mefistofele (Bologna, Comunale, 8 ottobre 1875), tanto che il compositore cremonese cercò, per ottenerle, il tramite dell'editore Ricordi. Il 19 giugno 1875 il primo atto era comunque terminato, sebbene senza orchestrazione, ma Ponchielli - forse per fuggire le proprie paure - si era nel frattempo impegnato a comporre una cantata in onore di Gaetano Donizetti, che fu eseguita a Bergamo il 13 settembre 1875, e ad iniziare la revisione della giovanile Savoiarda che porterà alla Lina.
Ponchielli rimise dunque mano alla Gioconda, ma più la prima si avvicinava, più il panico cresceva. Così scriveva il 31 dicembre a Giulio Ricordi:
Alla conclusione del lavoro mancano solo quattro pezzi: il finale del terzo atto, la Danza delle Ore, il duetto finale del quarto atto e la sinfonia. Il 12 gennaio 1876 l'abbozzo è terminato tranne i ballabili e il preludio. Lo stesso giorno Ponchielli inizia la strumentazione. Ma i dubbi sul già fatto continuano a tormentarlo: il 24 gennaio informa l'editore di voler rivoluzionare il duetto tra Enzo e Barnaba dell'atto primo e che ben difficilmente potrà consegnare l'opera in tempo per eseguirla durante la stagione di carnevale. La Danza delle Ore fu composta a Milano quando le prove di canto erano già iniziate e, secondo una testimonianza, furono accolti alcuni suggerimenti di Luigi Manzotti, coreografo del Ballo Excelsior, musicato da Romualdo Marenco.

## Debutto, successive versioni e rappresentazioni
| Ruolo          | Vocalità     | Interpreti della prima 8 aprile 1876, Teatro alla Scala (direttore Franco Faccio) | Interpreti della seconda versione 18 ottobre 1876, Teatro Rossini (direttore Franco Faccio) | Interpreti della terza versione 24 gennaio 1877, Teatro Apollo (direttore Luigi Mancinelli) | Interpreti della quarta versione 27 novembre 1879, Politeama Genovese (direttore Gialdino Gialdini) |
| -------------- | ------------ | --------------------------------------------------------------------------------- | ------------------------------------------------------------------------------------------- | ------------------------------------------------------------------------------------------- | --------------------------------------------------------------------------------------------------- |
| La Gioconda    | soprano      | Maddalena Mariani Masi                                                            | Maddalena Mariani Masi                                                                      | Maddalena Mariani Masi                                                                      | Maddalena Mariani Masi                                                                              |
| Laura Adorno   | mezzosoprano | Marietta Biancolini Rodriguez                                                     | Eulalia Kadmina                                                                             | Filippina von Edelsberg                                                                     | Flora Mariani De Angelis                                                                            |
| Alvise Badoèro | basso        | Ormondo Maini                                                                     | Ormondo Maini                                                                               | Ladislao Miller                                                                             | Édouard de Reszke                                                                                   |
| La Cieca       | contralto    | Eufemia Barlani-Dini                                                              | Amelia Sbolgi                                                                               | Amelia Sbolgi                                                                               | Giuditta Celega                                                                                     |
| Enzo Grimaldo  | tenore       | Julian Gayarre                                                                    | Enrico Barbacini                                                                            | Enrico Barbacini                                                                            | Francesco Marconi                                                                                   |
| Barnaba        | baritono     | Gottardo Aldighieri                                                               | Giuseppe Kaschmann                                                                          | Augusto Parboni                                                                             | Gustavo Moriami                                                                                     |
| Zuàne          | basso        | Giovanni Battista Cornago                                                         | Abulcher Leoni                                                                              | Achille Cardos                                                                              | Giacomo Origo                                                                                       |
| Un cantore     | Basso        | Giovanni Battista Cornago                                                         | Abulcher Leoni                                                                              | Achille Cardos                                                                              | Giacomo Origo                                                                                       |
| Isèpo          | tenore       | Amedeo Grazzi                                                                     | ?                                                                                           | Salvatore De Angelis                                                                        | Emanuele Dall'Aglio                                                                                 |
| Un pilota      | basso        | Giovanni Battista Cornago                                                         | ?                                                                                           | ?                                                                                           | Giovanni Battista Panari                                                                            |

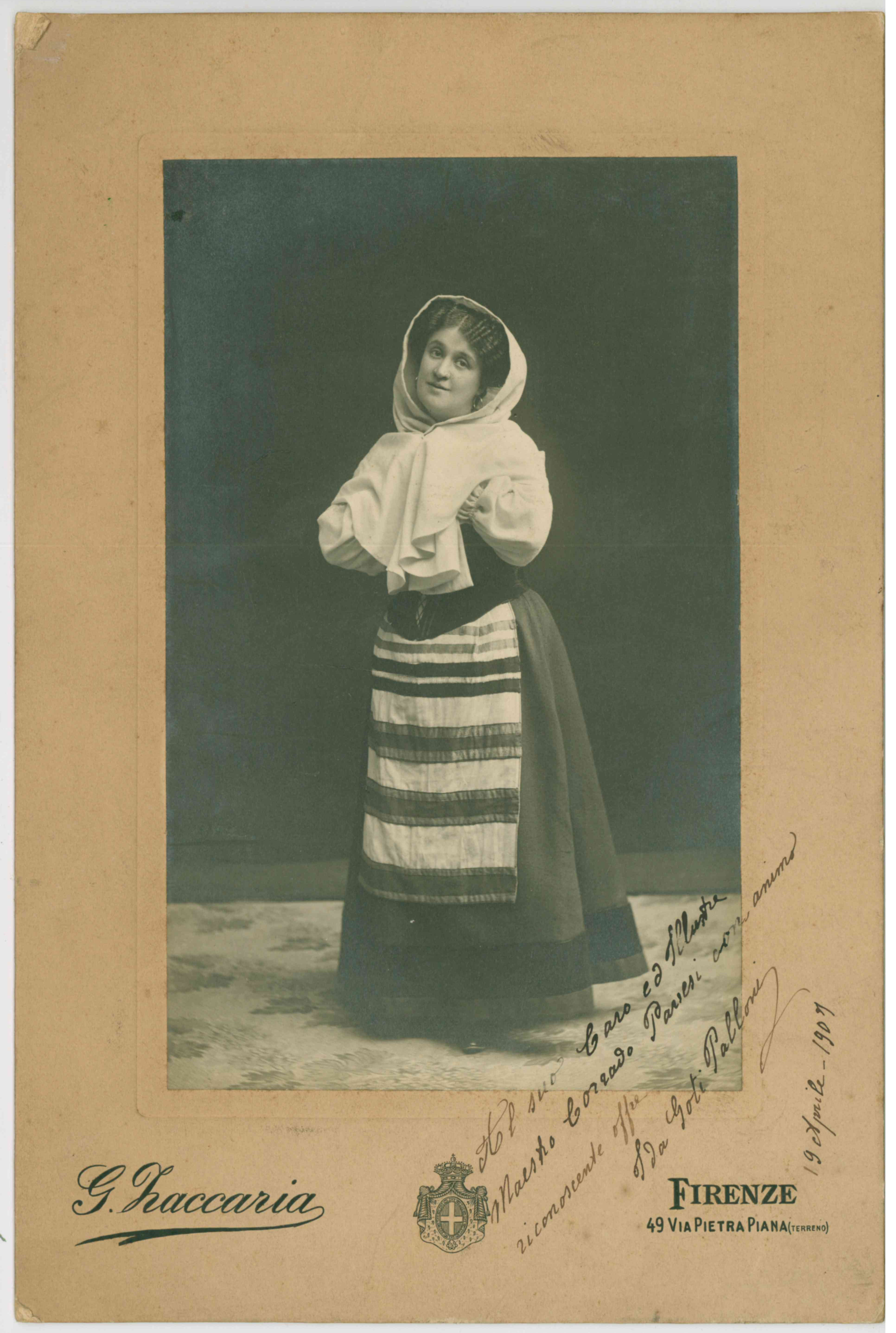
Ida Goti Palloni interprete della Gioconda al Teatro Salvini di Empoli nel 1906

Ponchielli, durante le prove, si dichiarò soddisfatto della compagnia, in particolare del basso Maini e del tenore spagnolo Julián Gayarré (noto in Italia come Giuliano Gayarre), prevedendo il successo di quest'ultimo nella romanza del secondo atto Cielo e mar!. Previsione che si avverò, dato che la sera della prima fu questo uno dei due pezzi bissati, insieme al preludio.
L'opera ottenne un vivo successo ma lo spettacolo fu giudicato troppo lungo (l'ultimo atto fu eseguito intorno all'una di notte): il pubblico, infatti, applaudì i primi due atti più degli ultimi due, destinati nel tempo a diventare quelli di maggior successo. Le chiamate degli artisti al proscenio furono 27.

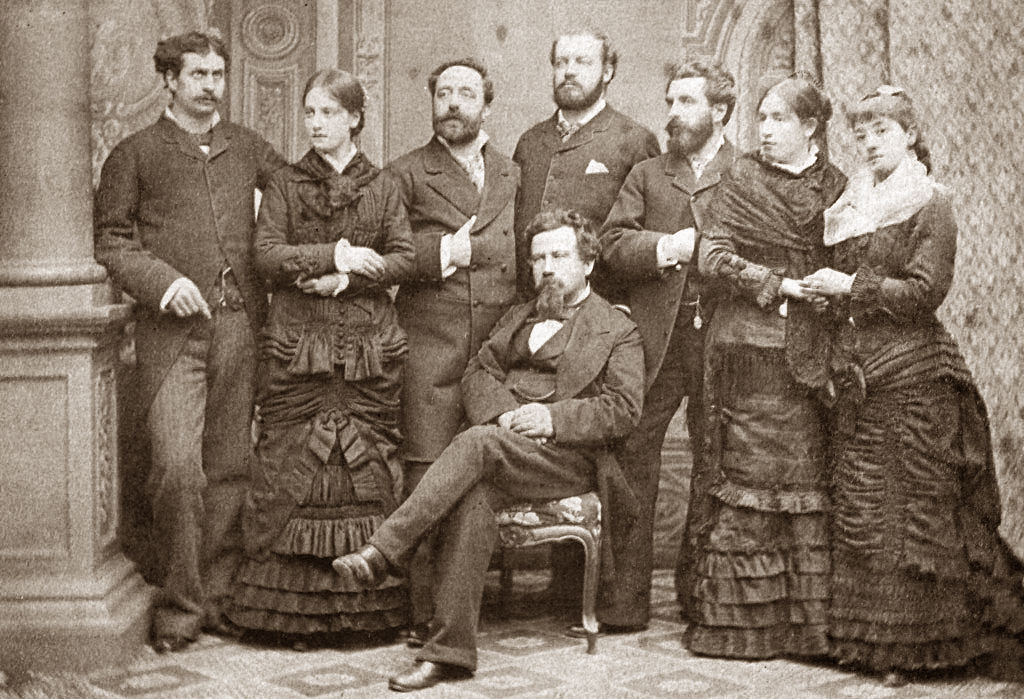
Amilcare Ponchielli seduto tra gli interpreti della prima rappresentazione de La Gioconda (Teatro alla Scala, 1876).

L'opera, che a causa del ritardo nella consegna della partitura chiuse la stagione lirica della Scala, fu rappresentata solo per quattro serate; a maggio Ponchielli era di nuovo al lavoro per modificare le parti che meno l'avevano convinto e per ridurne la durata complessiva. Egli mise mano ai finali del primo e del terzo atto, sostituì il coro d'introduzione e l'aria di Alvise all'inizio del terzo atto (dopo aver pensato di eliminarla), abbinandola ad una nuova romanza di Laura (l'adagio Vita, conflitto - di duolo e d'onta!).
In questa seconda versione andò in scena con successo al Teatro Rossini di Venezia, il 18 ottobre diretta da Faccio.
Nel gennaio 1877 Ponchielli si trasferì a Roma, dove La Gioconda sarebbe dovuta andare in scena al Teatro Apollo (24 gennaio). Durante le prove, il compositore si fece convincere dalla compagnia e dal direttore Luigi Mancinelli ad eliminare la stretta del finale III, chiudendolo con poche battute d'orchestra dopo il cantabile concertato. Con queste modifiche (nuovo cambio del finale del primo atto, rifacimento della prima parte del duetto tra Enzo e Laura e del finalino nel secondo atto, nuova sostituzione dell'aria di Alvise, eliminazione della romanza di Laura e sua sostituzione con un duetto tra marito e moglie all'inizio del terzo atto), l'opera debuttò al Politeama Genovese il 27 novembre 1879, revisionato da Angelo Zanardini e tornò alla Scala quattro anni dopo il debutto, il 12 febbraio 1880, raccogliendo un autentico trionfo con la quinta e definitiva versione con la Mariani Masi, Elvira Demi come Cieca, Elisabeth Leawington come Laura, Francesco Tamagno come Enzo, Francesco Marconi come Isèpo, Gustavo Moriani come Barnaba e Giovanni Ordinas come Alvise e Zuàne/cantore/pilota/barnabotto. Poco per volta Ponchielli era riuscito a trovare la giusta misura e adattare il raffinato ma cerebrale libretto di Boito, alla propria vena musicale più autentica, calda e fluente, rimpiazzando, tagliando e aggiungendo interi episodi.
Ottenne successo anche all'estero, nel 1886 fu rappresentata a Londra e Barcellona, nel 1887 a Bruxelles, a Vienna, a Varsavia, a La Plata in Sudamerica con Gemma Bellincioni nel ruolo di Gioconda, a Smirne e a Nizza con Cesira Bacchiani e Luisa Tetrazzini, diretta da Cleofonte Campanini.
Nel 1909 l'opera fu allestita al Teatro dell'Opera di Roma con un ottimo cast composto da Angelo Masini Pieralli, Giannina Russ, Luisa Garibaldi e Titta Ruffo.

## Caratteri drammaturgici e musicali
Con la sua drammaturgia sontuosa, spettacolare, ricca di danze (tra cui la celebre Danza delle ore), effetti e di colpi di scena, La Gioconda è considerata il prodotto più tipico e rappresentativo del genere della grande opera, che il melodramma italiano aveva importato dalla Francia sul modello del grand opéra.
Il libretto di Boito le conferì tuttavia tratti non convenzionali, sia nella versificazione che nel taglio drammaturgico, e un'impronta del tutto originale. Il merito del successo va dunque diviso tra il compositore e il poeta, nonostante la non facile collaborazione da cui l'opera aveva preso vita.
Sottratto alla sua dimensione storica, il dramma di Hugo fu riletto da Boito in chiave simbolica alla luce dell'estetica della scapigliatura. Le inverosimiglianze della vicenda, pertanto, non solo non furono occultate ma vennero inserite in una visione drammaturgica straniata e moderna, ricca di momenti metateatrali: la frenetica forlana bruscamente interrotta da un altro rito, quello sacro della preghiera accompagnata dall'organo; la barcarola intonando la quale Barnaba fa amicizia con i pescatori; la serenata da dietro le quinte la cui popolaresca semplicità fa da sfondo ironico alla scena dell'avvelenamento di Laura; e naturalmente la Danza delle Ore con la quale Alvise intrattiene i suoi ospiti nell'attesa di scioccarli con l'immagine - non meno spettacolare - del presunto cadavere della moglie Laura. E persino la morte diventa esplicita finzione nel momento in cui Gioconda sostituisce l'ampolla col veleno, affinché Laura beva una pozione che la faccia addormentare simulando una morte apparente.
Il lessico dei personaggi sembra prescindere dalla loro estrazione culturale ed è quello, insieme ricercato e asciutto, tipico della poesia di Boito.
La trama è a sua volta condotta da tre autentiche figure di drammaturghi in scena: Barnaba, Alvise e Gioconda, dove quest'ultima s'incarica di disfare i piani degli altri due, nel secondo atto avvisando gli amanti - Laura ed Enzo - dell'agguato predisposto da Barnaba, nel terzo sostituendo l'ampolla, nel quarto preparando la fuga degli innamorati e, infine, negando a Barnaba il suo corpo pugnalandosi a morte.
La figura di Barnaba, il malvagio delatore che Ponchielli descrisse come «una parte odiosa, antipatica, ma originale», anticipa nelle sue trame lo Jago dell'Otello di Verdi, su libretto dello stesso Boito, sia nella funzione drammaturgica che nella sostituzione della canonica aria con un monologo drammatico di forma aperta: O monumento, così affine al celebre Credo di Jago, il cui ultimo verso - La morte è il nulla e vecchia fola il ciel - si incontra tale e quale nell'aria di Alvise composta per versione veneziana, e in seguito rimpiazzata.
Dal canto suo, Ponchielli fu spronato ad ampliare il proprio vocabolario musicale, e ad abbandonare la sua prudenza, proprio dalle trovate di Boito. Il Tableau vivant dell'inizio del secondo atto, ad esempio, con il canto dei marinai sulla tolda e dei mozzi arrampicati sulle sartie, gli ispirò una pagina in cui il fitto gioco di contrasti ritmici e timbrici non si limita alle voci ma inizia già dal dialogo tra gli strumenti dell'orchestra, disposti a varie altezze come le varie parti che compongono il veliero e coloro che lo abitano.
La sola pagina retrospettiva, il canto di Gioconda a Barnaba Vo' farmi più gaia, coi suoi passaggi di coloratura, si giustifica in base all'ironia con cui la cantatrice si rivolge all'uomo che s'illude di possederla, prima di infliggersi la pugnalata mortale.
Dove Ponchielli dovette faticare ad adattare il libretto alla sua estetica fu invece nelle sezioni liriche, molte delle quali furono ricavate a dispetto dei versi, in alcune zone d'ombra del libretto, dando fondo ad una vena melodica capace di trasferirsi dalle voci all'orchestra. È il caso, in particolare delle due grandi melodie che costituiscono altrettanti motivi ricorrenti (un terzo, legato al personaggio di Barnaba, consiste in un grottesco inciso, affidato per lo più ai legni gravi): il motivo del rosario e quello del sacrificio di Gioconda. Il primo, su cui si basano le sezioni cantabili del preludio, è intonato dalla madre di Gioconda - la Cieca - nel donare il suo rosario a Laura e segna il destino di Gioconda, costretta da quel momento ad aiutare la rivale. È ripreso più volte, in forma estesa poco dopo dall'orchestra, accompagnando suggestivamente l'uscita di scena dei personaggi, e più brevemente negli atti successivi. Il secondo, che appare la prima volta nel finale del primo atto, in corrispondenza dei tre settenari seguiti da un quinario di Gioconda O cuor, dono funesto! / Retaggio di dolore, / Il mio destino è questo: / O morte o amor!, presenta una condotta affatto nuova per l'opera italiana del tempo, sciolta dalla consueta simmetria tra le frasi e caratterizzata da vertiginose escursioni di registro. Sarà ripreso dai violini come perorazione finale dell'atto, negli atti terzo e quarto in corrispondenza di due estesi e drammatici ariosi di Gioconda (O madre mia, nell'isola fatale e E in cor / Mi si ridesta / La mia tempesta) e, affidato al clarinetto nel preludio notturno all'ultimo atto.
Oltre alla Danza delle Ore, i pezzi più famosi dell'opera sono probabilmente le due romanze, Cielo e mar! (atto II) e Suicidio! (atto IV). Nella prima la melodia del tenore, morbida e insieme inquieta, secondo lo stile tipico di Ponchielli, e articolata in due strofe, è resa ancora più suggestiva in teatro dall'ambientazione notturna. Più libera è la forma della romanza di Gioconda, basata su martellanti versi quinari e articolata in una libera successione di idee tematiche intercalate da una sorta di tragico ritornello orchestrale, già ascoltato durante il preludio del quarto atto. Una forma dettata ancora una volta dai versi di Boito:
(Lettera di Ponchielli a Boito del 5 gennaio 1876)

## Trama
L'azione si svolge nella Venezia del XVII secolo.

### Atto I - La bocca del leone
Cortile del Palazzo Ducale di Venezia. Presso il portico della Carta, un portone conduce all'interno della Basilica di San Marco. Su un lato del cortile una bocca di leone riporta incisa sul marmo la scritta: «Denontie secrete per via d'inquisizione contra cada una persona con l'impunita secreteza et benefitii giusto alle leggi». Nelle vicinanze si trova lo scrittoio di uno scrivano.
Mentre il popolo festante, che affolla il cortile, si dirige alla regata («Feste! Pane!»), Barnaba - informatore del Consiglio dei Dieci che si finge cantastorie - spia, nascosto dietro ad una colonna, Gioconda che conduce in chiesa la madre (la Cieca) non vedente («Figlia, che reggi il tremulo piè»). L'uomo è innamorato di Gioconda, ma, dopo l'ennesimo rifiuto di lei («Al diavol vanne con la tua chitarra!»), medita di vendicarsi sulla Cieca.
Il popolo ritorna dalla regata («Gloria a chi vince il palio verde»): il regatante Zuàne è il perdente. Barnaba gli si avvicina e gli insinua il dubbio: che sia stata una stregoneria a farlo perdere? Barnaba allora accusa la Cieca («La vidi staman gittar sul tuo legno un segno maliardo, un magico segno [...] la tua barca sarà la tua bara!»). La calunnia si diffonde tra il popolo, che si scaglia contro la donna. Né Gioconda, né l'uomo di cui è innamorata, Enzo, riescono a sottrarla alla folla («Assassini, quel crin venerando rispettate!»), quando sopraggiungono Laura Adorno (di cui Enzo è innamorato) e suo marito Alvise Badoero, nobile veneziano e inquisitore di stato. La nobildonna intercede presso il marito, che riesce a salvare la Cieca, la quale, riconoscente, dona a Laura un rosario («A te questo rosario, che le preghier aduna... ti porterà fortuna»). La folla si disperde.
Barnaba si avvicina ad Enzo, lo chiama col suo vero nome, lo rassicura che terrà il segreto per sé e gli rivela che quella notte Laura fuggirà con lui. Barnaba rivela ad Enzo la sua vera identità («Sono il possente demone del Consiglio dei Dieci»). 
Rimasto solo, Barnaba detta allo scrivano Isépo una denuncia che accusa entrambi gli amanti e la inserisce nella bocca del leone («O monumento!»), mentre Gioconda, nascosta dietro ad una colonna con la madre, ode le accuse e osserva l'atto della delazione.
Uscito di scena Barnaba, un popolo festante entra nel cortile («Carneval! Baccanal!») improvvisando una forlana, ma i festeggiamenti vengono interrotti dai cori dei fedeli che giungono dalla basilica. Un barnabotto esorta il popolo a inginocchiarsi e pregare seguendo i vespri («Tramonta il sol... udite il canto del vespro santo, prostrati al suol»). Mentre si ode l'inno, Gioconda, disperata («Tradita! Ohimè, io soccombo!»), lamenta il suo destino («O cor, dono funesto»). La madre cerca di consolarla, ma Gioconda è decisa: quella stessa notte, anche lei salirà sulla nave di Enzo.

### Atto II - Il rosario
È piena notte e un brigantino, col nome «Hècate» dipinto sulla fiancata, attende alla fonda presso la bocca della laguna di Venezia detta della Fusina. Nelle immediate vicinanze un'isola deserta.
I marinai dell'Hècate attendono ai loro compiti cantando una marinaresca. Intanto Barnaba, fingendosi un pescatore («Pescator, affonda l'esca!»), spia la nave di Enzo dopo aver inviato Isépo ad avvertire il naviglio veneziano. Entra in scena il principe Enzo e manda sotto coperta i marinai perché resterà lui a vegliare durante la notte. Rimasto solo, attende trepidante l'arrivo di Laura («Cielo e Mar»). È Barnaba a condurre da lui l'amante, accostandone la barca al brigantino. Laura sale a bordo, ma appare allarmata per il sinistro augurio del falso pescatore. Eppure – ribatte Enzo – quello «è l'uomo che ci aperse il paradiso!». I due amanti si scambiano dolci parole, fino a che non tramonta completamente la luna, al che Enzo si allontana sotto coperta per cercare qualcuno che conduca la donna di nuovo a casa.
Rimasta sola nella notte, Laura confida alla Madonna il suo turbamento e la sua paura («Stella del marinar»). Sulle ultime parole della preghiera («su me scenda la tua benedizion...»), Gioconda esce dall'oscurità («E un anatema!») e aggredisce la rivale, minacciandola di ucciderla se non fuggirà. Ma Laura reagisce rivendicando la forza del suo amore («L'amo come il fulgor del creato!»). Gioconda allora minaccia di consegnarla al marito, che sta giungendo su una barca («Là è il tuo consorte!»). Ma quando Laura, spaventata, alza il rosario, Gioconda la riconosce come la donna che ha salvato sua madre, e la aiuta a fuggire. Laura, confusa, domanda il nome della salvatrice («Ma mi dirai chi sei?»), «Son la Gioconda», risponde l'altra.
Barnaba per un attimo ricompare in scena («Maledizion! Ha preso il vol!»), consigliando ad Alvise di seguire la barca sulla quale fugge Laura. Tornato Enzo, Gioconda gli dice che Laura è fuggita per paura («Vedi là, nel canal morto? Un navil che forza il corso? Essa fugge... il suo rimorso fu più forte dell'amor!»). Enzo, sdegnato («Non mi dir d'avermi amato... odio sol tu porti in core!»), corre verso la riva per seguire la donna amata («Là è la vita»), ma Gioconda lo ferma e lo avverte del pericolo delle galee veneziane («La è la morte!»). Il genovese, pur di non farsi prendere, dà fuoco alla nave (»Incendio! Guerra! Morte! Strage!»).

### Atto III - Il narcotico o la Ca' d'Oro
Scena I: Una camera nella Ca' d'Oro. Sera; lampada accesa - da un lato un'armatura antica.
Alvise, scoperto il tradimento di Laura, giura di vendicarsi («Si, morir ella de'!»). Sarà una vendetta terribile, degna di un Badoéro: che le danze della festa gioiscano pure, lì il marito tradito deve vendicare il proprio onore. Decide però di non sporcarsi le mani, sarà lei stessa a darsi la morte con un veleno. Quindi fa convocare Laura e la lusinga nascondendo a malapena la sua ira: egli accenna ironicamente appena al suo tradimento («Bella così madonna, io non v'ho mai veduta»), e Laura, insospettita, gli chiede il motivo di tale comportamento («Dal vostro accento insolito cruda ironia traspira»). Alvise, al massimo dell'ira, la costringe a dire la verità, e poi le urla che morirà subito.
Mentre Laura lamenta il suo destino («Morir, morir è troppo orribile»), Alvise le mostra la sua bara. Da fuori risuona una canzone intonata dai gondolieri («La gaia canzone fa l'eco languir e l'ilare suono si muta in sospir»). Alvise la obbliga a bere un veleno prima che il canto giunga alla sua ultima nota, ma di nascosto Gioconda sopraggiunge e convince Laura a bere da un'altra boccetta, che contiene un potente narcotico che «della morte finge il letargo».
Dopo averlo bevuto, Laura entra nella camera mortuaria e si distende sul catafalco. Entra Alvise e, osservando la boccetta vuota, si convince che la donna è morta. Gioconda invoca la madre, e riflette sconvolta su quello che ha appena fatto: salvare la rivale per amore di Enzo («Io la salvo per lui, per lui che l'ama!»).
Scena II: Sontuosissima sala attigua alla cella funeraria, splendidamente parata a festa. Ampio portone nel fondo a sinistra, un consimile a destra, ma questo chiuso da una drapperia. Una terza porta nella parete a sinistra.
Nel palazzo si svolge un ricevimento durante il quale gli invitati inneggiano alla Ca' d'Oro («S'inneggi alla Ca' d'Oro!»). Alvise ha fatto allestire per loro lo spettacolo della Danza delle ore.

Sopraggiunge Barnaba, che di nuovo accusa la Cieca di stregoneria. Per le strade riecheggia il suono funesto della campana dei moribondi, e Barnaba confida ad Enzo che Laura è morta («Un'agonia? Per chi?... Per Laura!»). Quando Enzo, sconvolto, si smaschera davanti a tutti, Alvise ordina di arrestarlo e gli preannuncia una agonia dolorosa nel carcere. Infine, mostra a tutti il corpo, apparentemente senza vita, di Laura. Enzo fa per aggredirlo («Carnefice!»), ma viene fermato dalle guardie e arrestato. Gioconda sussurra a Barnaba "Se lo salvi e adduci al lido,
Laggiù presso al Redentor,
Il mio corpo t'abbandono,
O terribile cantor."

### Atto IV - Il canal orfano
L'atrio di un palazzo diroccato nell'isola della Giudecca. Nell'angolo di destra un paravento disteso, dietro il quale si trova un letto. Un gran portone di riva nel fondo, da cui si vedrà la laguna e la piazzetta di San Marco, illuminata a festa. Un'immagine della Madonna e una croce appesa al muro. Un tavolo, un canapè, sul tavolo una lucerna e una lanterna accese, un'ampolla di veleno, un pugnale. Sul canapè, vari adornamenti scenici di Gioconda. A destra della scena, una lunga e buia calle.
L'isola della Giudecca. Un dolce e malinconico preludio apre l'ultimo atto. Gioconda, sola, attende l'arrivo di qualcuno. Giungono gli amici cantori, che le portano il corpo di Laura, trafugato dalla cripta. Gioconda supplica i cantori di cercare la Cieca. Rimasta sola, la donna medita il suicidio («Suicidio! In questi / Fieri momenti»).
D'improvviso la cantatrice ha l'impulso di liberarsi della rivale («Se spenta fosse!!! Siam sole... è notte... profonda è la laguna...»), ma viene interrotta da due voci dal canale lì vicino che segnalano la presenza di un cadavere nella laguna («Eh! dalla gondola, che nuove porti? - Nel Canal Orfano ci son dei morti!»). Gioconda inorridita si blocca e invoca la pietà dell'amato per ciò che stava per fare.
Proprio in quel momento sopraggiunge Enzo, liberato da Barnaba grazie all'intercessione di Gioconda. Enzo è disperato, vuole raggiungere il sepolcro di Laura e uccidersi, ma Gioconda gli dice di averla rapita. Enzo, furibondo, cerca di farsi dire dove l'ha nascosta («O furibonda iena che frughi il cimitero!»). Alla resistenza di Gioconda, sta per ucciderla («Oh, gioia, m'uccide!»), quando, proprio in quel momento, si risveglia Laura, che lo chiama per nome.
Gioconda, sopraffatta dalla vergogna, si nasconde, ma Laura rivela all'amato che è stata proprio lei a salvarle la vita. Enzo la benedice, mentre compare la barca dei cantori che intonano una Serenata, la stessa durante la quale Laura ha bevuto la pozione. Gioconda rammenta la canzone e il rosario donato a Laura dalla madre: rinnova la benedizione su Laura, e la fa fuggire sulla barca con Enzo ad Aquileia. I due giovani, commossi, la benedicono mentre si allontanano.
Disperata, Gioconda prende la spada per uccidersi, quando si ricorda della madre, e anche del patto con Barnaba. Fa per fuggire, quando le si fa innanzi Barnaba. È il momento di pagare il prezzo: la cantatrice ha promesso il suo corpo a Barnaba in cambio della liberazione di Enzo. Ma dopo averlo tenuto a bada lusingandolo («Vò farmi più gaia... più fulgida ancora...»), si lascia cadere di peso sulla spada, accoltellandosi a morte («Volesti il mio corpo, demon maledetto? E il corpo ti do!»).
Barnaba, beffato, vuole vendicarsi rivelandole che le ha appena ucciso la madre («Ier tua madre m'ha offeso... io l'ho affogata!»). Ma è tardi: Gioconda è già morta («Non ode più!»). Dopo aver emesso un alto grido di rabbia, Barnaba si dilegua scappando per le calli.

## Numeri musicali

### Atto I: La bocca del leone
- 1 Preludio
- 2 Coro d'introduzione
  - Coro d'introduzione Feste! Pane! (Atto I, scena 1)
- 3 Scena e Terzettino
  - Scena E cantan su lor tombe! (I, 2)
  - Terzettino Gioconda, la Cieca e Barnaba Figlia che reggi il tremulo pie' (I, 3)
- 4 Recitativo - Coro della Regata e Sommossa - Romanza
  - Recitativo L'ora non giunse ancor (I, 3)
  - Coro della Regata e Sommossa Gloria a chi vince! (I, 4-5)
  - Romanza della Cieca Voce di donna o d'angelo (I, 5)
- 5 Scena e Duetto
  - Scena Enzo Grimaldo (I, 6)
  - Duetto Enzo e Barnaba Pensi a Madonna Laura (I, 6)
  - [Cabaletta] O grido di quest'anima (I, 6)
- 6 Scena, Recitativo e Monologo
  - Scena e recitativo Maledici? Sta ben... (I, 7)
  - Monologo Barnaba O monumento! (I, 8)
- 7 Finale I - Coro, Forlana e Preghiera
  - Coro Carneval! Baccanal! (I, 9)
  - Forlana (I, 9)
  - Preghiera Angele Dei (I, 9)
  - Arioso O cor, dono funesto (I, 9)

### Atto II: Il Rosario
- 8 Marinaresca, Recitativo e Barcarola
  - Marinaresca Ho! He! Fissa il timone! (II, 1)
  - Recitativo Chi va là? (II, 2)
  - Barcarola Barnaba Pescator, affonda l'esca (II, 2)
- Recitativo, ripresa della Barcarola e Romanza
  - Recitativo e ripresa della Barcarola Sia gloria ai canti dei naviganti (II, 3)
  - Romanza Enzo Cielo! e mar! (II, 4)
- 10 Scena e Duetto
  - Scena Ma chi vien (II, 4-5)
  - Duetto Laura Enzo
  - Tempo d'attacco Deh! non turbare con ree paure (II, 5)
  - Tempo di mezzo Ma dimmi come, angelo mio, mi ravvisasti? (II, 5)
  - Cantabile Laggiù nelle nebbie remote (II, 5)
- 11 Scena e Romanza Laura
  - Scena E il tuo nocchiero (II, 5)
  - Romanza Laura Stella del marinar! (II, 6)
- 12 Duetto
  - [Scena] E un anatema! (II, 7)
  - Duetto Gioconda Laura L'amo come il fulgor del creato (II, 7)
- 13 Scena e Duetto-Finale II
  - Scena Il mio braccio t'afferra! (II, 7-8)
  - Duetto-Finale II Gioconda Enzo Laura! Laura, ove sei? (II, 9)
  - [Stretta] Tu sei tradito!

### Atto III: La Ca' d'oro
- 14 Scena ed Aria
  - Scena Sì, morir ella de' (III, 1)
  - Aria Alvise Là turbini e farnetichi (III, 1)
- 15 Scena e Duetto
  - Scena Qui chiamata m'avete? (III, 2)
  - Duetto Laura Alvise Morir! è troppo orribile (III, 2)
- 16 Scena e Serenata
  - Scena E già che ai nuovi imeni (III, 2)
  - Serenata La gaia canzone (III,2-4)
  - [Scena] O madre mia (III, 5)
- 17 Scena, Ingresso dei Cavalieri e Coro
  - Scena e Ingresso dei Cavalieri Benvenuti, messeri (III, 6)
  - Coro S'inneggi alla Ca' d'oro (III, 6)
- 18 Recitativo e Danza delle Ore
  - Recitativo Grazie vi rendo (III, 6)
  - Danza delle Ore (III, 6)
    - Sortono le ore dell'Aurora (Moderato)
    - Le Ore dell'Aurora (Andante poco mosso)
    - Sortono le Ore del giorno
    - Danza delle Ore del giorno (Moderato)
    - Sortono le Ore della sera
    - Sortono le Ore della notte (Moderato, Andante poco mosso, Allegro vivacissimo
- 19 Scena e finale III - Pezzo concertato
  - Scena Vieni! - Lasciami! (III, 7)
  - Pezzo concertato D'un vampiro fatale

### Atto IV: Il Canal Orfano
- 20 Preludio, Scena ed Aria
  - Preludio
  - Scena Nessun v'ha visto? (IV, 1)
  - Aria Gioconda Suicidio! (IV, 2)
- 21 Duettino, Scena e Terzetto
  - [Scena] Ecco il velen di Laura (IV, 2-3)
  - Duettino Gioconda Enzo Gioconda! - Enzo! sei tu! (IV, 3)
  - Scena Enzo! - Mio Dio! (IV, 4)
  - Terzetto A te questo rosario (IV, 4)
- 22 Scena e Duetto finale
  - Scena Ora posso morir (IV, 5-ultima)
  - Duetto finale Gioconda Barnaba Ebbrezza! delirio! (IV, ultima)

## Organico orchestrale
La partitura di Ponchielli prevede l'utilizzo di:
- ottavino, 2 flauti, 2 oboi, corno inglese, 2 clarinetti, 2 fagotti
- 4 corni, 2 cornette 2 trombe, 3 tromboni, bombardone oppure trombone basso
- timpani, grancassa e piatti, tamburo, triangolo, tam-tam, campane, glockenspiel
- 2 arpe, organo
- archi

Da suonare sul palco:
- 3 clarinetti, 2 clarinetti bassi, 2 fagotti, 3 corni, 3 trombe, 2 tromboni
- cannone
- arpa
- banda (non specificata)

## Discografia (selez.)
| Anno | Cast (Gioconda, Enzo, Laura, Barnaba, Alvise, La Cieca)                                                    | Direttore            | Etichetta |
| ---- | --- | -------------------- | --------- |
| 1931 | Giannina Arangi-Lombardi, Alessandro Granda, Ebe Stignani, Gaetano Viviani, Corrado Zambelli, Camilla Rota | Lorenzo Molajoli     | Columbia  |
| 1952 | Maria Callas, Gianni Poggi, Fedora Barbieri, Paolo Silveri, Giulio Neri, Maria Amadini                     | Antonino Votto       | Cetra     |
| 1957 | Anita Cerquetti, Mario del Monaco, Giulietta Simionato, Ettore Bastianini, Cesare Siepi, Franca Sacchi     | Gianandrea Gavazzeni | Decca     |
| 1957 | Zinka Milanov, Giuseppe Di Stefano, Rosalind Elias, Leonard Warren, Plinio Clabassi, Belén Amparán         | Fernando Previtali   | RCA/Decca |
| 1959 | Maria Callas, Pier Miranda Ferraro, Fiorenza Cossotto, Piero Cappuccilli, Ivo Vinco, Irene Companeez       | Antonino Votto       | EMI       |
| 1967 | Renata Tebaldi, Carlo Bergonzi, Marilyn Horne, Robert Merrill, Nikola Gjuzelev, Oralia Domínguez           | Lamberto Gardelli    | Decca     |
| 1980 | Montserrat Caballé, Luciano Pavarotti, Agnes Baltsa, Sherrill Milnes, Nicolaj Ghiaurov, Alfreda Hodgson    | Bruno Bartoletti     | Decca     |
| 1987 | Éva Marton, Giorgio Casellato Lamberti, Livia Budai, Sherrill Milnes, Samuel Ramey, Anne Gjevang           | Giuseppe Patanè      | Sony      |
| 2003 | Violeta Urmana, Plácido Domingo, Luciana D'Intino, Lado Ataneli, Roberto Scandiuzzi, Elisabetta Fiorillo   | Marcello Viotti      | EMI       |

## Videografia
| Anno | Cast (Gioconda, Enzo, Laura, Barnaba, Alvise, La Cieca)                                                | Direttore         | Etichetta |
| ---- | --- | ----------------- | --------- |
| 1986 | Éva Marton, Plácido Domingo, Ludmila Šemciuk, Matteo Manuguerra, Kurt Rydl, Margarita Lilowa           | Ádám Fischer      | Arthaus   |
| 2005 | Deborah Voigt, Richard Margison, Elisabetta Fiorillo, Carlo Guelfi, Carlo Colombara, Ewa Podleś        | Daniele Callegari | TDK       |
| 2005 | Andrea Gruber, Marco Berti, Ildikó Komlósi, Alberto Mastromarino, Carlo Colombara, Elisabetta Fiorillo | Donato Renzetti   | Dynamic   |